# Vrelo (Aleksinac)
Pour les articles homonymes, voir Vrelo.
Vrelo (en serbe cyrillique : Врело) est un village de Serbie situé dans la municipalité d'Aleksinac, district de Nišava. Au recensement de 2011, il comptait 264 habitants.

## Démographie
| 1948  | 1953  | 1961 | 1971 | 1981 | 1991 | 2002 | 2011 |
| ----- | ----- | ---- | ---- | ---- | ---- | ---- | ---- |
| 1 085 | 1 094 | 968  | 764  | 655  | 495  | 355  | 264  |

|  |